# 御赐双龙宝星

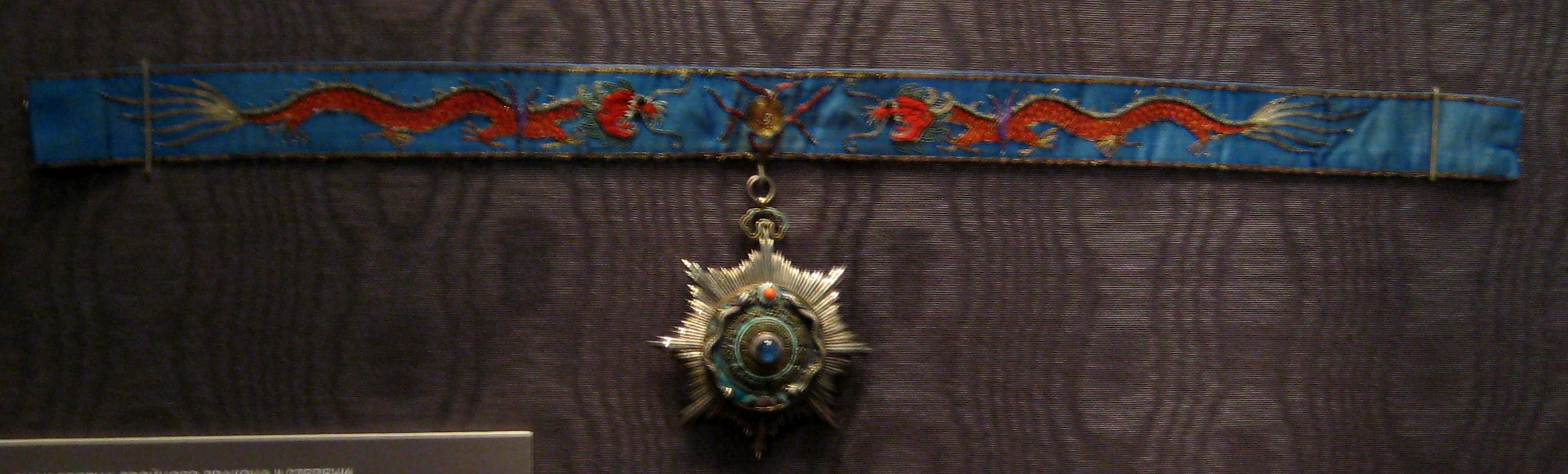
第三等第二品御赐双龙宝星

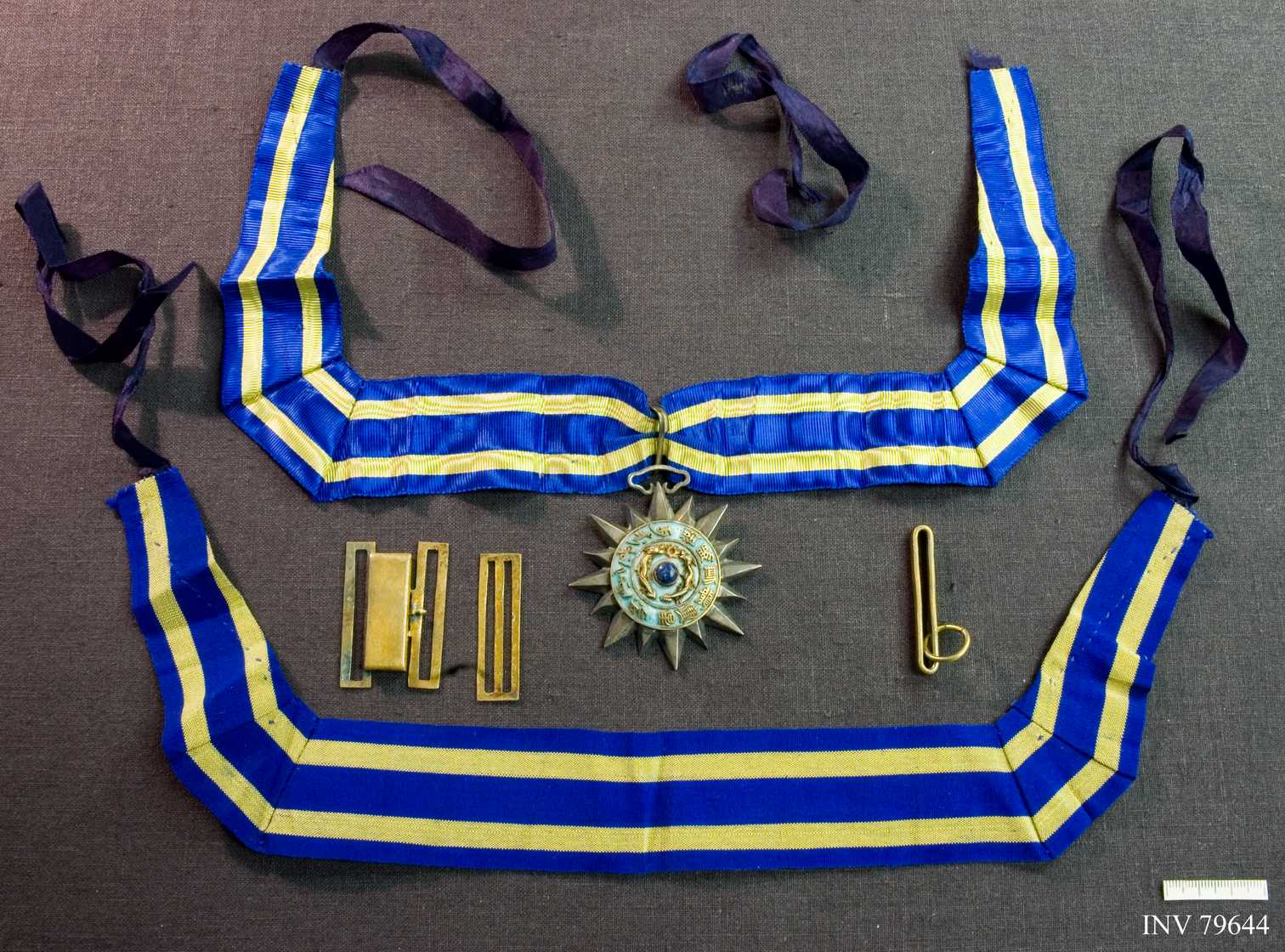
第四等御賜雙龍寶星

御赐双龙宝星，是中国清朝光绪七年（1882年2月7日）开始颁赠的宝星（即现在所称的勋章）；初期，它只是一种授予外国人的礼物，从1908年开始，它也授予清朝的官员。

## 型制
寶星中心以雙龍為圖案，外形為星狀，鑲嵌珍寶，光芒奔射；用滿漢文書寫「御賜雙龍寶星」。双龙宝星分为五等，前三等又各分为三个品级：
1. 第一等：用赤金地珐瑯雙龍。寶星式尚方，長三寸三分，寬二寸二分。
  - 第一品：贈給各國君主，中嵌真珠、金龍，金紅色帶。
  - 第二品：贈給世子、親王、宗親、國戚，中嵌紅寶石。
  - 第三品：贈給各國世爵、總理、各部大臣、頭等公使，中嵌光面珊瑚，俱銀龍，大紅色帶。
2. 第二等：用赤金地銀雙龍，中嵌起花珊瑚黃龍，紫色帶。寶星式尚圓，徑二寸七分。
  - 第一品：贈給各國二等公使。
  - 第二品：贈給各國三等公使、署理公使、總稅務司。
  - 第三品：贈給各國頭等參贊、武職大員、總領事官、總教習。
3. 第三等：用珐瑯地金雙龍，中嵌藍寶石紅龍，藍色帶，寶星式尚圓，徑二寸五分。
  - 第一品：贈給各國二三等參贊、領事官、正使隨員、水師頭等管駕官、陸路副將、教習。
  - 第二品：贈給各國副領事官、水師第二等管駕官、陸路參將。
  - 第三品：贈給翻譯、游擊、都司。
4. 第四等：用珐瑯地銀雙龍，中嵌青金石綠龍，醬色帶，寶星式尚圓，徑一寸九分。贈給各國兵弁等。
5. 第五等：用銀地嵌硨渠藍龍，月白帶，寶星式尚圓，徑一寸六分。贈給各國工、商人等。

## 脚注
1. ↑  .   [2010-09-16]. （原始内容存档于2016-03-13）.
2. ↑  林本原.  (PDF). 《國史研究通訊》. No. 第二期 (國史館). 2012-06-01: 213  [2018-09-27]. （原始内容 (PDF)存档于2022-02-01）.
3. ↑  Christopher Buyers. .   [2010-09-16]. （原始内容存档于2021-06-19）.
4. ↑  邵之棠 (编). . .   [2018-09-27]. （原始内容存档于2021-03-13）.